# 楠斯 (萨瓦省)
楠斯（法語：Nances，法語發音：[nɑ̃s]）是法国萨瓦省的一个市镇，属于尚贝里区。

## 地理
楠斯（45°35'25"N, 5°47'48"E）面积9.9 平方千米，位于法国奥弗涅-罗讷-阿尔卑斯大区萨瓦省，该省份为法国东部省份，历史上为薩伏依的一部分，北起上萨瓦省，西接伊泽尔省和安省，南部和东部与上阿尔卑斯省和意大利接壤。
与楠斯接壤的市镇（或旧市镇、城区）包括：艾格伯莱特勒拉克、马尔雪、拉莫特塞沃莱克斯、诺瓦莱斯、圣叙尔皮斯。

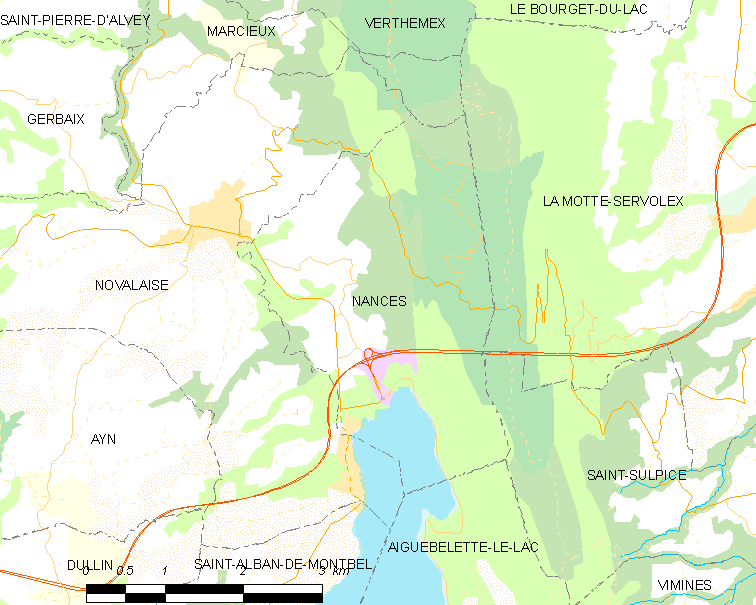
的OSM定位图

楠斯的时区为UTC+01:00、UTC+02:00（夏令时）。

## 行政
楠斯的邮政编码为73470，INSEE市镇编码为73184。

## 政治
楠斯所属的省级选区为勒蓬德博瓦桑县。

## 人口

1962-2008年间人口变化图示

楠斯于2022年1月1日时的人口数量为534人。